# 郡上市自主運行バス
郡上市自主運行バス（ぐじょうしじしゅうんこうバス）とは、岐阜県郡上市が運行しているコミュニティバスである。合併前の町村により制度、運賃、委託運行先が異なる。

## ルート・運賃等

### 郡上八幡地区
- 郡上八幡コミュニティバス

愛称は「まめバス」。郡上八幡の中心地（郡上八幡城城下町）を巡る。赤ルートと青ルートがあり、郡上タクシーに委託運行。運賃は100円。毎日運行（12月30日から1月3日は運休）。
- 相生線：宇留良 - 郡上八幡駅 - 郡上市役所

旧・八幡町が運行していた八幡町自主運行バス。運賃は100円。平日土曜日運行（8月13日から8月16日、12月29日から1月3日は運休）。夏季（4月1日から9月30日）と冬季（10月1日から3月31日）はダイヤ及び経由地が異なる（夏季は腰細経由、冬季はラドンセンター経由）。
- 小駄良線：郡上高校 - 戒仏口 - 戒仏

旧・八幡町が運行していた八幡町自主運行バス。運賃は100円。平日運行（8月13日から8月16日、12月29日から1月3日は運休）。冬季は戒仏口止まり。

### 高鷲地区
- 鷲見線：正ヶ洞 - 高鷲庁舎前 - ひるがの

旧・高鷲村が運行していた高鷲村営バス。運賃は100円。平日運行（8月13日から8月16日、12月31日から1月3日は運休）。全線がフリー乗降区間である。
- 鮎立線：正ヶ洞 → 高鷲庁舎前 → （湯の平温泉前） → 切立 → （湯の平温泉前） → 高鷲庁舎前 → 正ヶ洞 → 大洞 → 正ヶ洞 → 高鷲庁舎前 → （湯の平温泉前）

高鷲タクシーに委託運行される予約制（デマンド型交通）のバス。運賃は100円。月・水・金曜日運行（8月13日から8月16日、12月31日から1月3日は運休）。一部フリー乗降区がある。

### 美並地区
- 美並北ルート：さつき苑 - 深戸駅 - 美並ふるさと館前 - 郡南中学校体育館 - 美並庁舎前 - さつき苑 - 美並庁舎前

運賃は100円。平日運行（8月13日から8月16日、12月31日から1月3日は運休）。
- 美並南ルート：美並庁舎前 - 南部体育館 - みなみ子宝温泉駅 - 道の駅美並 - 木尾駅 - 八坂駅 - 吉田小学校前 - 美並庁舎前 - さつき苑

運賃は100円。平日運行（8月13日から8月16日、12月31日から1月3日は運休）。
- 美並美濃線：さつき苑 - 美並庁舎 - 道の駅美並 - 洲原 - 美濃市役所前 - 美濃病院 - 美濃市サピー

美並地区と美濃市を結ぶ路線。運賃はゾーン式。月・水・木曜日運行（8月13日から8月16日、12月29日から1月3日は運休）。

### 明宝地区
- 気良線：明宝中前 → 気良口 → 明宝小前 → 野口 → 中切 → 明宝小前 → 気良口 → 明宝中前

旧・明宝村が運行していた明宝村村営バス。運賃は100円。平日土曜日運行（12月31日から1月3日は運休）。一部フリー乗降区がある。
- 寒水線：明宝中前 - 伝承館前 - 見座

旧・明宝村が運行していた明宝村村営バス。運賃は100円。平日土曜日運行（12月31日から1月3日は運休）。一部フリー乗降区がある。
- 小川線：（明宝小前） - 明宝中前 - （殿林口） - 小川小前 - 椹谷口

旧・明宝村が運行していた明宝村村営バス。運賃は100円。平日土曜日運行（12月31日から1月3日は運休）。一部フリー乗降区がある。

### 大和地区
- 栗巣・古道線：北切 - 上栗巣体育館 - フィールドミュージアム - やまと温泉 - 大和庁舎 - 大和生涯学習センター

旧・大和町が運行していたやまとふれあいバス。運賃は100円。月・水曜日運行（12月31日から1月3日は運休）。一部フリー乗降区がある。
- 神路線：上神路 - やまと温泉 - 大和庁舎 - 大和生涯学習センター

旧・大和町が運行していたやまとふれあいバス。運賃は100円。火・木曜日運行（12月31日から1月3日は運休）。一部フリー乗降区がある。
- 落部・場皿線：中坪 - 大和西小学校前 - JA大和南支店前 - （やまと温泉） - （大和庁舎） - （大和生涯学習センター）

旧・大和町が運行していたやまとふれあいバス。運賃は100円。火・木曜日運行（12月31日から1月3日は運休）。一部フリー乗降区がある。往路と復路では経由地が異なり、往路は大和生涯学習センターが終点。復路の始点はやまと温泉であり、大和庁舎、大和生涯学習センター経由する。
- 大間見・小間見線：清浄寺 - やまと温泉 - 大和庁舎 - 大和生涯学習センター

旧・大和町が運行していたやまとふれあいバス。運賃は100円。金曜日運行（12月31日から1月3日は運休）。一部フリー乗降区がある。

### 和良地区
- 土京線：根本 - 土京口 - 方須下 - 診療所

奇数月と偶数月でダイヤが異なる。運賃は100円。月・火・金曜日運行（祝日、12月29日から1月3日は運休）。一部フリー乗降区がある。
- 鹿倉線：四軒家 - 鹿倉ひまわりプラザ - 道の駅和良 - 診療所

奇数月と偶数月でダイヤが異なる。運賃は100円。月・火・金曜日運行（祝日、12月29日から1月3日は運休）。一部フリー乗降区がある。
- 田平・美山線：診療所 → 錦帯橋 → 井洞 → 美山 → 中鬼谷 → 美山 → 錦帯橋 → 法師丸公民館前 → 診療所

運賃は100円。月・火・金曜日運行（祝日、12月29日から1月3日は運休）。一部フリー乗降区がある。

## 廃止路線

### 郡上市コミュニティバス
岐阜バス「荘川八幡線」廃止にともない、2010年10月1日より、白鳥交通が路線の一部をひきつぎ運行していた。運賃は区間変動制。毎日運行。平成27年度に岐阜県の補助を受ける。平成30年に路線廃止。
- 白鳥荘川線：郡上北消防署前 - 牧戸駅 - 桜の郷荘川前

### 白鳥地区
旧・白鳥町が運行していた白鳥町自主運行バスが存在した。干田野線、那留線、牛道線は2003年（平成12年）に廃止後、白鳥町商工会が白鳥交通、高鷲タクシーに委託し、白鳥町デマンドバスとして運行中。石徹白線は郡上市自主運行バスとなった後も運行されていたが、2014年（平成26年）4月1日より白鳥交通に移管され、一般路線の石徹白線となっている。

## 沿革
- 1974年5月1日   - 岐阜乗合自動車の廃止路線の代替として、明方村営バス寒水線、気良線運行開始。
- 1985年10月14日 - 高鷲村、村営バス運行開始。
- 1986年12月11日 - 国鉄バス石徹白線廃止
- 1987年
  - 3月31日 - 国鉄バス那留線廃止
  - 4月6日 - 白鳥町自主運行バス石徹白線美濃白鳥 - 上在所間23.1km運行開始。平・土3往復、日祝2往復（第1・3日曜休）。
- 1990年10月1日 - 白鳥町自主運行バス那留線美濃白鳥 - 那留地区循環10.3km運行開始。平・土3往復、日祝2往復（第1・3日曜休）。
- 1992年4月1日 - 明方村が明宝村に改称。
- 1993年4月1日 - 白鳥町自主運行バス石徹白線のうち1.5往復を干田野経由とする（白鳥町自主運行バス干田野線）。
- 1995年9月1日   - 白鳥町自主運行バス美濃白鳥 - 牛道・阿多岐間運行開始（JRバス白鷲線廃止代替）。
- 1999年10月26日 - やまとふれあいバス運行開始。
- 2002年10月 - JR東海バスが郡上地区から撤退。白鳥町自主運行バスの運行委託先を岐阜バスコミュニティ八幡に変更。
- 2003年12月10日 - 白鳥町自主運行バスのうち干田野線、那留線、牛道線が廃止され、白鳥町デマンドバスに移行。
- 2004年3月1日 - 郡上郡7町村の合併により郡上市が発足。八幡町自主運行バスと高鷲村営バスがそれぞれ郡上八幡自主運行バスと郡上市営バスに移行。白鳥町自主運行バスと明宝村村営バスが郡上市自主運行バスに移行。
- 2010年10月1日 - 岐阜乗合自動車が荘川八幡線[3]を廃止し、郡上市コミュニティバス荘川八幡線として代替運行開始（白鳥交通が受託）。
- 2012年
  - 4月 - まめバス赤ルートの運行委託先を郡上タクシーに変更。
  - 10月1日 - 岐阜バスコミュニティ八幡が一般路線バス事業から撤退。八幡白鳥線[3]が郡上八幡白鳥線として白鳥交通に[4]、明宝線と和良線が八幡観光バスに移管[5]。
- 2014年4月1日 - 郡上市自主運行バス石徹白線の運行委託先を白鳥交通に変更。
- 2018年4月1日 - 白鳥交通に運行を委託していた白鳥荘川線が廃止される。